# زبشویتسه (استان لهستان بزرگ‌تر)
زبشویتسه (به لهستانی:  Zbyszewice) یک روستا در لهستان است که در گمینا مارگونگن واقع شده‌است.